# Vassilis Photopoulos
Vassilis Photopoulos (Calamata, 1934 — Atenas, 14 de janeiro de 2007) é um diretor de arte grego. Venceu o Oscar de melhor direção de arte na edição de 1965 por Zorba the Greek.